# Irina Alexandrowna Glimakowa
Irina Alexandrowna Glimakowa (russisch Ирина Александровна Глимакова; englische Schreibweise Irina Glimakova; * 17. Juni 1993) ist eine ehemalige russische Tennisspielerin und Beachtennis-Spielerin.

## Karriere Tennis
Glimakowa spielte vor allem bei Turnieren der ITF Women’s World Tennis Tour, wo sie drei Titel im Doppel gewinnen konnte.

## Karriere Beachtennis
Auf der ITF World Beachtennis-Tour konnte sie insgesamt 24 Titel gewinnen.
Bei den ITF Beach Tennis World Championships 2016 bestritt sie gemeinsam mit Ivan Syrov das Mixed, wo die beiden aber bereits in der zweiten Runde ausschieden.
Im Oktober 2019 spielte Glimakova zusammen mit Daria Churakova für Russland bei den World Beach Games 2019 in Doha, wo sie die Bronzemedaille im Damendoppel gewann.

## Turniersiege

### Doppel
| Nr. | Datum            | Turnier  | Kategorie   | Belag     | Partnerin     | Finalgegnerinnen                   | Ergebnis          |
| --- | ---------------- | -------- | ----------- | --------- | ------------- | ---------------------------------- | ----------------- |
| 1.  | 23. Oktober 2010 | Monastir | ITF $10.000 | Hartplatz | Polina Monowa | Sasha Khabibulina Jovana Jakšić    | 6:2, 1:6, [10:7]  |
| 2.  | 19. Februar 2011 | Antalya  | ITF $10.000 | Sand      | Polina Monowa | Patricia Chirea Valentina Sulpizio | 6:3, 6:3          |
| 3.  | 9. April 2011    | Antalya  | ITF $10.000 | Hartplatz | Polina Monowa | Jessy Rompies Grace Sari Ysidora   | 6:4, 6:74, [10:8] |